# Bernard Patrick Matthew Hyland
Bernard Patrick Matthew Hyland  ( 1937 ) es un botánico australiano.

## Biografía
Comenzó su carrera en el "Departamento de Forestales de Queensland", en 1960. En 1971 trabaja en el "Commonwealth Forest Research Institute".
Desde 1975 se incorpora al CSIRO en la "División de Investigaciones Forestales, y en 1985 se transfiere a la "División de Vegetales Industriales" del CSIRO. Desde 1993 trabajó en el "Centro de Estudios de Biodiversidad Vegetal".
Fue un activo colaborador en el desarrollo de herbario de Atherton (QRS) que hoy alberga aprox. 130.000 especímenes. Hizo trascendentes contribuciones al entendimiento de los bosques de Australia, finalizando con la publicación del tratado: The Australian tropical rain forests plants, con CD interactivos de identificaciones e informaciones de los árboles, arbustos y enredaderas de los bosques norteños de Australia, incluyendo a 2.154 especies.
En la actualidad continua como Investigador Honorario de CSIRO.

## Honores

### Eponimia
- (Cunoniaceae) Ceratopetalum hylandii Rozefelds & R.W.Barnes[1]

- (Myrsinaceae) Ardisia hylandii Jackes[2]

- (Myrtaceae) Rhodamnia hylandii N.Snow[3]
- La abreviatura «B.Hyland» se emplea para indicar a Bernard Patrick Matthew Hyland como autoridad en la descripción y clasificación científica de los vegetales.[4]